# William Jolliffe (MP)
William Jolliffe (1660–1750) foi parlamentar por Petersfield de 1734 a 1741.
Jolliffe era o filho mais velho de John Jolliffe, parlamentar por Heytesbury no Parlamento da Convenção e de sua esposa Rebecca, nascida Boothby.